# Tetracis belides
Tetracis belides är en fjärilsart som beskrevs av Druce 1892. Tetracis belides ingår i släktet Tetracis och familjen mätare. Inga underarter finns listade i Catalogue of Life.